# (463923) 2014 US153
(463923) 2014 US153 es un asteroide perteneciente al cinturón de asteroides, descubierto el 18 de noviembre de 2003 por el equipo Spacewatch desde el Observatorio Nacional de Kitt Peak (Arizona, Estados Unidos).